# 黄光霞
黄光霞（1915年—2002年），中国人民解放军将领、中国人民解放军开国少将。
曾任中国人民解放军北京军区后勤部军事运输部部长、山西军区副司令员。1955年，授予中国人民解放军少将。